# Макеев, Александр Борисович
Александр Борисович Макеев (род. 7 ноября 1951, Кагул, Молдавская ССР, СССР) — советский и российский минералог, специалист по полезным ископаемым (главным образом: хромиты, алмазы, золото, платина, титан, цинк) и ультрабазитам, доктор геолого-минералогических наук, профессор минералогии и кристаллографии.

## Биография
Родился 7 ноября 1951 года в городе Кагул (Молдавская ССР) в семье кадрового военного. Семья часто переезжала по месту службы отца.
Учился в школах в Венгрии (1958—1962), в Самаре (1962—1963) и Казани (1963—1968).
В 1968—1973 годах учился на геологическом факультете Казанского государственного университета, кафедра минералогии и литологии, получил специальность «инженер-геолог».

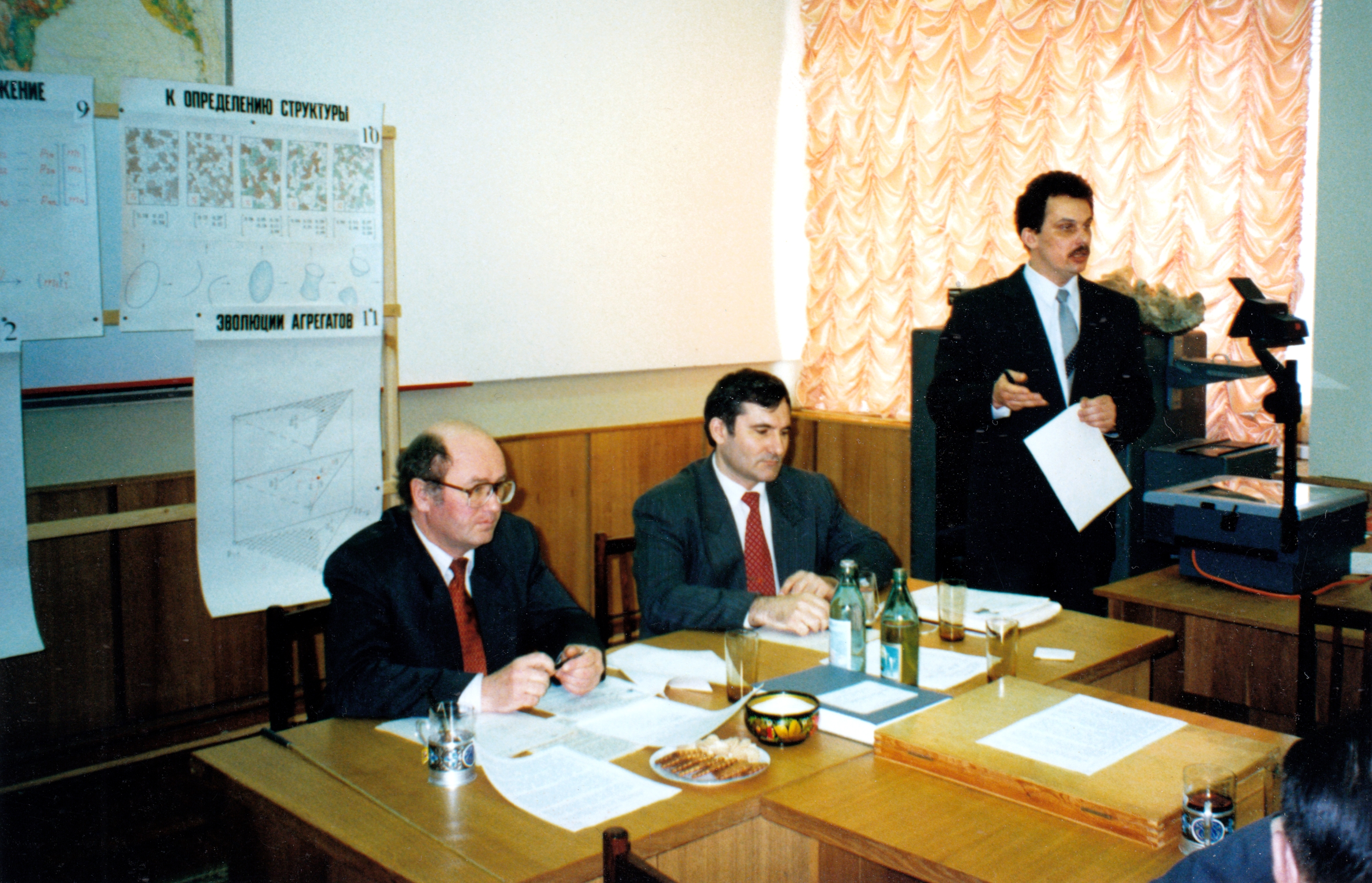
На защите докторской Ю. Л. Войтеховского, 1998

В 1973—2007 годах работал в Институте геологии Коми филиала АН СССР в городе Сыктывкаре:
- 1973 — аспирант, научный руководитель — Н. П. Юшкин.
- 1976 — младший научный сотрудник
- 1983 — старший научный сотрудник
- 1992 — ведущий научный сотрудник Института геологии Коми научного центра Уральского отделения РАН, учёный секретарь диссертационного совета (1992—2007)
- 1998 — заведующий лабораторией минералогии алмаза[2].

В 1979 году защитил кандидатскую диссертацию по теме: «Типоморфизм и генезис сфалерита Североуральско-Южноновоземельского региона».
В 1992 году защитил докторскую диссертацию по теме: «Эволюция минеральных парагенезисов альпинотипных ультрабазитов Урала».
В 2007—2015 годах работал в Лаборатории петрографии ИГЕМ РАН.
В 2015—2017 годах работал в Рудно-петрографическом музее ИГЕМ РАН.
С 2017 года работает в Лаборатории геологии рудных месторождений ИГЕМ РАН.

## Научные интересы и достижения
Обнаружил на хребте Пай-Хой (Югорский полуостров) новый минерал юшкинит (сульфид ванадия с бруситовыми слоями).
В область его научных интересов входят: петрология, геохимия и минералогия ультрабазитов, хромовых руд и платиноидов, минералогия алмаза, теоретическая и прикладная минералогия, физика минералов и геология минерально-сырьевых ресурсов.
В 2005 году совместно в Н. И. Брянчаниновой в Институте геологии Китайской академии Геологических наук читал лекции по геологическому строению, хромитоносности и метаморфизму ультрабазитов Полярного Урала, а в 2006 году — проводил исследования в Китае согласно договору с Институтом геологии Китайской академии Геологических наук (Пекин).
Автор более 200 научных статей и монографий.

## Награды, звания и премии
- 1994 — Государственная научная стипендия для выдающихся учёных России в области геологии, геофизики, геохимии и горных наук[10]
- 1999 — Лауреат Государственной премии Республики Коми в области науки — за цикл работ «Минералогия, хромитоносность и платиноносность ультрабазитов Полярного Урала» (совместно с Н. И. Брянчаниновой)[8]
- 2000 — Государственная научная стипендия для выдающихся учёных России в области геологии, геофизики, геохимии и горных наук[8])
- 2001 — Заслуженный работник Республики Коми (30 октября 2001 года)[8].

## Членство в организациях
- С 1974 — Действительный член Всесоюзного/Российского минералогического общества[11].

## Научные труды
Автор более 250 научных публикаций, среди них 24 книги и патенты, среди которых:
- Изоморфизм марганца и кадмия в сфалерите / Отв. ред. В. М. Винокуров. — Л.: Наука: Ленингр. отд-ние, 1985. — 126 с.: ил., 1 л. схем. — ISBN 5-02-024663-8
- Эволюция минеральных парагенезисов альпинотипных ультрабазитов Урала: автореферат дис. … доктора геолого-минералогических наук: 04.00.20. — Санкт-Петербург, 1992. — 46 c.: ил.
- Минералогия альпинотипных ультрабазитов Урала / Отв. ред. Н. П. Юшкин; Рос. акад. наук, Коми науч. центр, Ин-т геологии. — СПб.: Наука: С.-Петербург. отд-ние, 1992. — 194,[2] с.: ил. — ISBN 5-02-024663-8.
- Перспективы платиноносности Республики Коми: Докл. общ. собр. Коми науч. центра УрО Рос. акад. наук, 8 февр. 1996 г. / А. Б. Макеев. — Сыктывкар: Коми НЦ УрО РАН, 1996. — 34,[2] с.: ил. — (Научные доклады / Рос. акад. наук, Урал. отд-ние, Коми науч. центр; Вып. 375).
- Топоминералогия ультрабазитов Полярного Урала [Текст] / А. Б. Макеев, Н. И. Брянчанинова; отв. ред. Н. П. Юшкин ; Российская академия наук. Уральское отделение. Коми научный центр. Ин-т геологии. — Санкт-Петербург: Наука, 1999. — 252 с., [12] л. цв. ил.: ил., табл.— ISBN 5-02-024864-9.
- История формирования представлений о генезисе кривогранных алмазов // История и философия минералогии. — Сыктывкар: Геопринт, 1999. — С. 58—61.
- Минералогия алмазов Тимана / А. Б. Макеев, В. А. Дудар; Отв. ред. Н. П. Юшкин; Рос. акад. наук. Коми науч. центр. Ин-т геологии, М-во природ. ресурсов и охраны окружающей среды Респ. Коми. — СПб.: Наука, 2001. — 335 с., [16] л. цв. ил.: ил., карт., табл.
- Юшкинит V1-x S·n [(Mg,Al)(OH)₂] / А. Б. Макеев, Н. С. Ковальчук; отв. ред. А. М. Асхабов; Российская акад. наук, Уральское отд-ние, Коми науч. центр, Ин-т геологии. — Сыктывкар: Геопринт, 2006 (Сыктывкар: Ин-т геологии Коми научный центр УрО РАН). — 70 с.: ил., табл., цв. ил. — ISBN 5-98491-017-9
- Макеев А. Б., Лютоев В. П., Второв И. П., Брянчанинова Н. И., Макавецкас А. Р. Состав и спектроскопия ксенокристов оливина из гавайских толеитовых базальтов // Учёные записки Казанского университета. Серия: Естественные науки. 2020. Т. 162, кн. 2. С. 253—273. doi: 10.26907/2542-064X.2020.2.253-273
- Макеев А. Б., Брянчанинова Н. И. Типоморфизм породообразующих минералов лунного реголита, станций Луна-16, −20, −24, сравнение море-континент-море // Георесурсы. 2021. Т. 23. № 1. С. 94—105.

### Патенты
- Брянчанинова Н. И., Макеев А. Б. Способ поиска скрытого хромитового оруденения. 1988. А. С. № 1405008.